# Hey, Hey, Rise Up!
Hey, Hey, Rise Up! — пісня британського гурту Pink Floyd, опублікована як сингл 8 квітня 2022 року.

## Історія
Пісня записана в березні 2022 року учасниками групи Девідом Гілмором і Ніком Мейсоном разом із басистом Гаєм Праттом і клавішником Нітіном Соні. У ній звучить вокал українського співака Андрія Хливнюка з гурту Бумбокс, який записав акапельну версію гімну Українських січових стрільців 1914 року «Ой у лузі червона калина» на Софіївській площі і опублікував це в Instagram. Гілмор, чий син одружений з українкою, побачив публікацію в Instagram і був натхненний записати щось на підтримку України в російсько-українській війні, що триває. Він зв'язався з Мейсоном і запропонував їм записати щось знову як Pink Floyd.
Назва пісні «Hey, Hey, Rise Up!» взята з останнього рядка оригінальної української пісні: «Гей, гей, розвеселимо!». Відео на пісню зняв Мет Вайткросс. На обкладинці синглу зображено соняшник, національну квітку України, на картині кубинського художника Йосана Леона.